# Проприоцепција
Проприоцепција (или кинестезија) је осећај самокретања и положаја тела. Понекад се описује као „шесто чуло“. Проприоцепцију посредују проприоцептори, механосензорни неурони који се налазе унутар мишића, тетива и зглобова. Већина животиња поседује више подтипова проприоцептора, који детектују различите кинематичке параметре, као што су положај зглоба, кретање и оптерећење. Иако све покретне животиње поседују проприоцепторе, структура чулних органа може варирати међу врстама.
Проприоцептивни сигнали се преносе до централног нервног система, где су интегрисани са информацијама из других сензорних система, као што су визуелни систем и вестибуларни систем, како би се створила укупна репрезентација положаја тела, покрета и убрзања. Код многих животиња, сензорна повратна информација од проприоцептора је неопходна за стабилизацију држања тела и координацију покрета тела.
Иако им недостају неурони, облик проприоцепције је такође описан код неких биљака (криптосемењача).
Осетљивост за статику и динамику се дели на: кинестетичку осетљивост (осетљивост за покрет) и статичку осетљивост (за став, положај тела). Кинестетичка осетљивост се дели на мишићну, осетљивост зглобова и осетљивост костију.
Један од најраспрострањенијих модела јесте повратна веза (енг. feed back), а кинестетичка осетљивост се може схватити као део те везе у којем се информације о успеху акције враћају ка почетном елементу везе - мозгу.

## Кинестезија
Кинестетичка осетљивост се најчешће дели на мишићну осетљивост, осетљивост зглобова, и осетљивост костију. Кинестетичка осетљивост је веома значајна. Уколико особа не добија информације из мишића, да ли су они стегнути или опуштени, особа не може да се креће. Један од најраспрострањенијих модела акције јесте такозвана повратна веза (енг. feed back), а кинестетичка осетљивост се може схватити као део те везе. Једна базична активност као што је моторика која може да буде савршена и добро очувана, и на неуралном плану и на мишићном плану отказује, ако се искључе повратне информације о томе да ли су мишићи стегнути или опуштени.
Покрет се прати и снима у природним условима преко неколико система осетљивости, и подаци о томе су сложај информација. Поред информација из мишића, тетива (жила), подаци из зглобова и најчешће вида учествују у такозваним вољним покретима. Разликују се активни и пасивни покрет:
- активни се обављају акцијом мишића
- пасивни покрети се одвијају акцијом са стране, на пример неког другог човека. И они се доживљавају коректно; пасивне покрете снимају ова иста чула.

### Осетљивост зглобова
Приликом снимања покрета ипак, поред неоспорне важности мишића, примат имају осећаји из зглобова. Када информације из мишића откажу, и тада се могу доживети активни и пасивни покрети. Голдшајдер је најзначајнији истраживач у овој осетљивости. Он први говори о овој осетљивости као акцији посебног чула (мада је у неким случајевима патолошке осетљивости и пре њега Дишен то доказао). Голдшајдер је спровео серију опита у којима доказује да је у питању независна осетљивост. У првом опиту ставља руку у гипс, ослободивши само кажипрст до пола, где је само један последњи зглоб био мобилан. Пасивним покретањем тог прста добија сензацију покрета.
У другом опиту наслања кажипрст зглобом између прве и друге фаланге, и осећа том приликом отпор стола. Међутим ако пропусти слабу струју кроз тај зглоб, губи осећај отпора. Дакле, мишићно чуло није једино чуло кинезстезије. Патолошки подаци говоре о томе да мишићно чуло није једино чуло кинестезије, јер се уз отказивање мишића не губи осетљивост за покрет. Функција зглобне осетљивости је да нам да информације о положају и кретању удова. На пример да ли је шака скупљена или није.
Информације зглобне осетљивости учествују у координацији кретања екстремитета. Уколико особа жели да помера прсте, свира клавир, у том случају је потребна очувана осетљивост зглобова. Ако би зглобне чауре биле размакнуте мало не би ништа могли да осете. 
Драж је трење зглобне чауре. Атаксија је стање када су размакнуте чауре зглобова и тада нема осетљивости. Ово је био део и расправе између Фон фраја и Голдшајдера. Голдшајдер је сматрао да снимање покрета настаје приликом трења зглобних површина. Фон Фрај је мислио да је осетљивост зглобова настала као последица затезања и увијања зглобне чауре и лигамената који спајају кости.

### Рецептори
Рецептори су механорецептори који се налазе у зглобној чаури, и када се помера зглоб то трење изазива активност ових рецептора. Ови рецептори личе на Пачинијева телашца по налазу Гарднера и Констанца. Осим њих, у зглобној чаури и лигаментима се налазе и слободни нервни завршеци, и Краузеова и Руфинијева телашца. Ти механорецептори су специјализовани за различите аспекте кретања, неки за ситне и крупне покрете, неки за савијање и истезање, неки за посебне зоне покрета (одређени лучни опсег), неки за одређену статичну позицију. Функција покрета је дакле чини се, издељена на специфичан начин. Може постојати и ланчано снимање, постоје и влакна која региструју сложене покрете.
Путеви којима информације из зглобова иду у центар су исти они путеви којима иду и информације са чула додира. Дакле, механорецептори шаљу информације медијалним лемнискусом путем Аβ влакана у соматосензорни кортекс. У исте зоне мозга долазе информације и из коже, то јест чула додира, и из зглобова.

### Осетљивост мишића
Откриће такозваног мишићног чула везује се за име Чарсла Бела. Он пресеца максиларни нерв магарца и костатује да је животиња потом неуспешно жвакала, и да није довољно зубима притискала храну. Веберов опит са мерењем диференцијалне осетљивости за тежину је исто коришћење кинестетичких информација. Функција ове осетљивости је у рефлексном ланцу карактеристичном за мишиће, такозваном ланцу рефлекса стезања и истезања.
Рефлекс истезања се састоји од наизменичних команди за акцију и информацију о њој. Један рефлекс изазива други, њему супротни. Када се неки мишић превише стегне онда се јави рефлекс да се он истеже и на тај начин он одржава неки стални тонус. Тонус представља стегнуте мишиће у стајању, када су они заправо оптимално и опуштени и стегнути у зависности од повратних информација које добијамо из тела. Ако би отказала једна од тих информација, особа би пала. Ако не би знала да је мишић згрчен, онда би мозак слао информације да се он згрчи и онда би се потпуно укочила. Са друге стране ако мозак не би знао да је особа опуштена, он би покушао да опусти мишиће, и онда би особа пала на земљу, изгубила би било какву стабилност скелетне мускулатуре. Ова психофизиолошка функција је подложна вежбању. Индивидуална пракса значи за развијање ових моторних способности. Тачност, брзина покрета или убрзање се вежбом све успешније контролишу.
Драж ове осетљивости је грчење и опуштање мишића. Рецептори ове осетљивости су механорецептори, који су осетљиви на различито кретање мишићних или тетивних вретена. У самом мишићу се налазе мишићна вретена. У тетивама се налазе тетивна, или Голђијева вретена. У мишићима се налазе две врсте рецептора који шаљу информације о механичком стању у кожи. Те информације иду соматосензорним неуронима у кичмену мождину, и из кичмене мождине иду горе до централног нервног система, до соматосензорних зона у кори великог мозга. Међутим, један део влакана чини синапсу са мотонеуронима у кичменој мождини и тај рефклесни лук има функцију да рефлексно делује на стезање и истезање мишића. Ово говори да за одржање тонуса мишића није потребна свест.
Када је мишић опуштен, он притиска мишићна вретена, и у исто време су тетивна вретена неангажована.  Када се мишић стегне, деси се промена. Онда су тетивна влакна ангажована, а мишићна влакна не реагују, или реагују јако мало, спонтано. Ако особа диже тегове, стеже па опушта мишић, дешава се наизменична смена ангажованости мишићних и тетивних вретена. Ова наизменичност активације постоји вероватно због тога да би се појачао ефекат информација које долазе из мишића, како би се моторно понашање што прецизније и што извесније реализовало. При стезању (грчењу) мишића активирају се тетивна (Голђијева) вретена, a при истезању мишића активирају се мишићна вретена.
Путеви којима иду информације из мишића су спино-церебеларним трактом Аα и Аβ влакнима у мали мозак. Мали мозак је познат по томе што између осталог регулише и моторику, као и тонус мишића, стајање, разне рефлексе, и све оно за шта нам није потребна свест. За аутоматско регулисање тонуса мишића у целом телу свест није потребна, чак и смета. Мали мозак има врло значајне функције заједно са још неким субкортикалним једрима у одржању равнотеже. Ако страда церебелум, страда и равнотежа, и одржање усправног става и сличних кретања.

### Осетљивост костију
Јака стимулација костију доводи до веома интензивног бола. Али ако се уклони покосница, остаје чврсто коштано ткиво које не реагује, јер не садржи рецепторе. Дугачке кости имају велики број нервних завршетака, и бројне крвне судове. Коштана срж поседује многе нервне завршетке. Осим рецептора за бол и термичку осетљивост поседује и механорецепторе за механичку осетљивост. Макс Егер говори о сензитивности костију као посебној осетљивости за вибрације, за шта је адекватна драж треперење мале учесталости, а инструменти за ово мерење звучне виљушке. У својим испитивањима налази да се у костима налази чуло за вибрацију. Давид Кац обавља слична испитивања али добија другачије резултате. Он открива да је осетљивост за вибрације везана за кожу, али и остала ткива. Он то доказује тако што дражи ткиво абдомена у којем нема костију и добија осећај вибрације.
Дражи осетљивости костију су механичка треперења, међутим постоје ограничења дијапазона треперења. Најчешће се помињу као границе: доња 15 херца, и горња 1600 херца. У овом опсегу се налази око 25-30 диференцијалних прагова.

## Осетљивост статике
Испитујући чуло слуха, Флуранс пресеца полукружне каналиће вестибуларног апарата голуба. Међутим уместо губитка слуха, животиња показује поремећај у равнотежи, и то зависно од тога који је каналић пресекао животиња ће се нагињати и падати на ту страну. Закључује да је вестибуларни орган чуло оријентације а не слуха. Касније се утврђује да то није само чуло равнотеже, већ општије речено чуло статике и динамике, или уже два чула:
- чуло за статичку равнотежу и линеарно убрзање (линеарну акцелерацију)
- чуло за кружно убрзање (ангуларну акцелерацију)

Функције ове осетљивости је пружање информације о кретању и положају тела.  Одржавање равнотеже, то јест информације о одржању равнотеже су проприоцепција. Може да има и неку другу функцију, тако што учествује у мапирању околине, што је екстероцепција. 
Драж код ове осетљивости су механички ефекти. Које су узроковане деловањем гравитације, притиска, и убрзања главе. Чулни орган је вестибуларни апарат, који заједно са унутрашњим ухом, односно чулом слуха, је спојен у један јединствени систем који се некад зове лавиринт. Вестибуларни апарат се састоји од:
- три полукружна каналића, распоређена у три димензије
- две кесе утрикулуса и сакулуса

Утрикулус и сакулус су задужени за линеарно убрзање, када се особа креће и када се зауставља. Ова функција је филогенетски старија. Постоји код многих организама који представљају људске еволутивне претке. Полукружни каналићи служе за кружно убрзање (ангуларно). Распоређени су у три равни и дају бољу информацију о тродимензионалном кретању. Ово је филогенетски млађа функција, која се мањевише среће код људи, птица, нарочито код копнених животиња којима је битно где се налазе у простору.

### Линеарно убрзање
Његове функције су пре свега да информише да ли особа стоји усправно, или смо искошена, нагнути. Дакле о информацијама о положају тела и одржавању равнотеже. Оно утиче и на то да се креће, а ходање је заправо "контролисано падање", јер када човек закорачи једном ногом, дочека се другом. Драж ове осетљивости је деловање гравитације и линеарно убрзање главе.
Чулни органи су утрикулус и сакулус. Еволуција овог чулног органа је различита. На пример, код неких организама који не пате од страха да ће да падну, као на пример, ракови, постоји ово чуло, али га чине комбинације неких органских и неорганских елемената, организми статолити. Ракови имају удубљење на глави, и онда да би знали како стоје, да ли стоје право или не, они узму каменчић, ставе на главу и знају како стоје, јер тај каменчић притиска трепље које он поседује и тако има информацију о свом положају.
Код људи заправо, то јест код кичмењака, постоје отолити (отоконије), већ уграђени кристали калцијум карбоната. Отолити се налазе у макули, која се налази у утрикулусу. Макула је желатинозна маса, у коју улазе трепљасте ћелије, цитоплазмични изданци чулних ћелија. На пример, када се особа нагне, овај део са желатинозном масом се накриви, а притисак отолита делује на трепљасте ћелије тако што их мало искриви, што је сигнал за особу да је главу померила на горе или на доле. 
Трепљасте ћелије углавном делују на механичку промену, кад се крене и кад се стане, на инерцију. У утрикулусу и сакулусу ове ћелије делују на различите равни кретања. О функцији сакулуса се мало зна, али се сумња да је сакулус задужен за кретање по вертикалној равни, када се глава помера горе-доле. Утрикулус за кретање у смислу када се креће и када се стоји по тлу, по хоризонтално оријентисаној равни.

### Кружно убрзање
Полукружни канали су задужени за кружно убрзање, те за информације о кретању у 3-Д простору. Драж је угаоно убрзање или успоравање кретања главе (ангуларна акцелерација ии децелерација главе). Промене брзине кретања (главе) у 3-Д простору. У самом чулном органу испод утрикулуса се налази део који се зове ампула. У самом каналићу се налази ендолимфа, течност, која се помера у зависности од покрета главе. У самој ампули се налази криста, који личи на макулу, јер и то је једна врста желотинозне масе.
На кристи се налази купула, један врх у коме се налазе рецептори. Када се глава окреће, ендолимфа се помера, удари у купулу, помери је на страну, а онда трепље реагују. Ток течности удари у купулу, она притисне трепље, и пошто је течност ишла из једног смера, а глава је ишла у супротном смеру, даље иде информација из ког смера је заправо кретање дошло.
Пошто људи имају три такве ампуле, оне говоре о кретању у тродимензионалном простору. Комбинацијом три информације, људи добијају шифроване координате тродимензионалног положаја главе у сваком тренутку, и те три координате дешифрује глава. У овом случају у церебелуму долази до дешифровања. Из вестибуларног апарата, информације иду заједно са чулом слуха статоакустикус или вестибулкохлеарис. Те информације иду даље ка централи. Отприлике постоји 20 000 влакана (биполарне ћелије) којима информације иду ка централи.

#### Усходни путеви
Нека влакна пролазе кроз продужену мождину и настављају ка церебелуму, и заједно с информацијама из мишића и зглобова учествују у координацији моторике и статике. Део влакана залази у таламус, а затим у кортекс, на основу чега особа зна на коју је страну оријентисана. 

#### Нисходни путеви
То су путеви који иду у мезенцефалон и продужену мождину. Ове информације служе за различите рефлексе за које није потребан мали мозак. Овим путевима се регулишу сложени рефлекси одржавања равнотеже. 

#### Мишићи врата за устајање и усправни став
За устајање је потребна активност мишића врата. 

#### Очни мишићи
Када се особа креће око своје осе, идентификује се једна врста покрета очију која се зове нистагмус. Нистагмус је сложеније компензационо покретање ока код ротације, где око осцилира и рефлексно покушава да ухвати слику. Ту је потребна координација вестибуларног чула осетљивости и чула вида.

#### Рефлекс повраћања
У неким ситуацијама када се људи возе неким превозним средствима долази до мучнине где се изазива рефлекс повраћања. Једна врста овога је морска болест.

### Инструменти
Баронијева столица је апарат којим се може испитивати ова осетљивост. Астронаутима је јако битно чуло статике. Када дође до сукоба између вида чула и статике у безгравитационим ситуацијама какве су у свемиру, чуло статике има предност, убедљивије је за субјекта. Постоје и илузије које се догађају када се особа врти у круг. Ћелије се у том случају превише експлоатишу у једном смеру, и када се стане, онда оне трепље које нису реаговале се активирају, а оне које су изексплоатисане мирују.
У мозгу постоје центри који реагују на ту страну која је превише изексплоатисана, да кад се стане, због превелике експлоатисаности оне падну испод нивоа, па ове друге које су мировале делују као активне, и особа осећа да јој се врти у глави у супротном смеру од онога у коме се заправо вртела. 
Заправо те ћелије које су мировале и даље не раде, јер стоји, али вештачки то изгледа као да су активне јер су оне које су превише експлоатисане истрошене, и пале су испод нормалног нивоа. Постоји и илузија индукованог покрета. Када се нешто полако креће као што је воз, а особа има осећај као да се она креће. Ова илузија је у координацији са чулом вида. Моторичка интелигенција се јавља у перцепцији. Неке особе као што су гимнастичари и плесачи имају бољу осетљивост за сналажење у простору.